# Karl Bonhoeffer

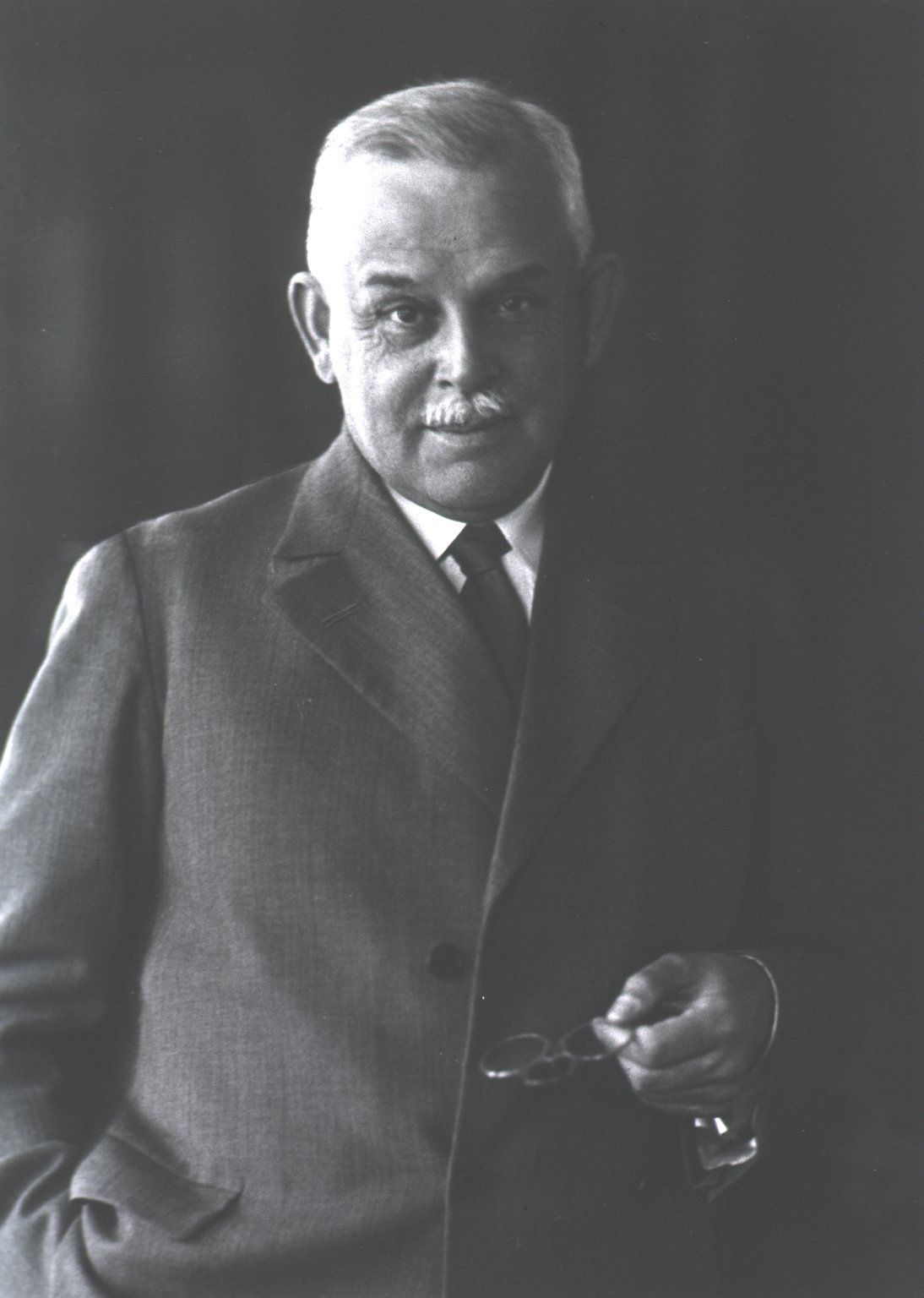
Karl Bonhoeffer, vor 1938

Karl Ludwig Bonhoeffer (* 31. März 1868 in Neresheim, Königreich Württemberg; † 4. Dezember 1948 in Berlin) war ein deutscher Psychiater und Neurologe, Geheimer Medizinalrat, Ordinarius für Psychiatrie und Neurologie an der Friedrich-Wilhelms-Universität Berlin, Direktor der Klinik für psychische und Nervenkrankheiten der Charité in Berlin.
Karl Bonhoeffer verlor seine Söhne Dietrich Bonhoeffer und Klaus Bonhoeffer sowie seine Schwiegersöhne Hans von Dohnanyi und Rüdiger Schleicher, die durch die NS-Justiz hingerichtet wurden.

## Biografie

### Kindheit, Schule und Militärdienst
Karl Bonhoeffer wurde 1868 in Neresheim als Sohn von Friedrich von Bonhoeffer (1828–1907), zuletzt königlich-württembergischer Landgerichtspräsident in Ulm, und Julie Bonhoeffer, geborene Tafel (1842–1936) geboren. Er ist ein Bruder von Gustav-Otto Bonhoeffer (1864–1932), der Chemiker bei Bayer-Leverkusen war.
Zitat zu Karl Bonhoeffer aus den Unterlagen der Kommission für geschichtliche Landeskunde in Baden-Württemberg: „Die Familie Bonhoeffer siedelte seit 1513 im Württembergischen, nachdem sie aus dem niederländischen Nijmegen eingewandert war. Seine Vorfahren gehörten als Ratsherrn, Ärzte und Richter zu den Honoratioren und rühmten sich verwandtschaftlicher Beziehungen zur Mutter von Johann Wolfgang von Goethe, zu Georg Wilhelm Friedrich Hegel, Christian Friedrich Daniel Schubart, Ludwig Uhland und David Friedrich Strauss“.
Von 1874 bis 1878 besuchte Karl Bonhoeffer in Heilbronn und Ravensburg die Elementarschule und von 1878 bis 1886 das Gymnasium in Tübingen, wo er auch sein Abitur ablegte. Von 1886 bis 1887 leistete er in Stuttgart Militärdienst.

### Studium und berufliche Karriere
Bonhoeffer studierte von 1887 bis 1892 Medizin. Zunächst an der Eberhard Karls Universität Tübingen, wo er Mitglied der Studentenverbindung A. V. Igel wurde, dann an der Friedrich-Wilhelms-Universität Berlin und anschließend an der Ludwig-Maximilians-Universität München.
1892 wurde Karl Bonhoeffer von der Hohen medizinischen Fakultät an der Universität Tübingen zum Dr. med. promoviert. Sein Doktorvater war Paul Grützner. Nachdem Bonhoeffer seine Approbation erhalten hatte, arbeitete er vertretungsweise im heimatlichen Heidenheim. Als approbierter und promovierter Mediziner wurde Bonhoeffer nach Absolvierung seines Militärdienstes zum Sanitätsoffizier befördert.

### Leitung der Psychiatrischen Klinik in Breslau, Habilitation
Nach einigen Jahren wurde Bonhoeffer Leiter der Psychiatrischen Klinik und der Beobachtungsstation für „geisteskranke Verbrecher“ in Breslau. 1897 habilitierte er sich an der Universität Breslau bei Carl Wernicke für das Fach Psychiatrie. Hier entstanden Bonhoeffers wissenschaftliche Arbeiten zu den Folgen der Alkoholerkrankungen, den degenerativen Hirnabbauprozessen und symptomatischen Psychosen, die seine Bedeutung als Wissenschaftler bis heute begründen.
Von 1903 bis 1904 arbeitete Bonhoeffer in Königsberg und Heidelberg. 1904 übernahm Bonhoeffer in der Nachfolge von Carl Wernicke dessen Lehrstuhl an der Universität Breslau.

### Ordinarius für Psychiatrie und Neurologie an der Berliner Charité
1912 wurde er Nachfolger von Theodor Ziehen als Ordinarius für Psychiatrie und Neurologie an der Berliner Charité. Dieses Ordinariat hatte er bis zu seiner Emeritierung 1938 inne.
Bonhoeffer hatte das Ziel, die Psychiatrie als eigenständige Fachrichtung innerhalb der Medizin zu etablieren und neben der reinen „Anstaltsmedizin“ weiterzuentwickeln. Er setzte sich dafür ein, dass „Nerven- und Gemütsleiden“ auch von niedergelassenen Fachärzten behandelt werden sollten.
Zu allen Gebieten psychiatrischer Diagnostik seiner Zeit war Bonhoeffer als Gutachter zuständig, so auch zur Diagnoseerstellung der „verminderten Zurechnungsfähigkeit“, einem Terminus technicus, der zu seiner Zeit in das Strafgesetzbuch aufgenommen wurde.
Die von Emil Kraepelin eingeführte Systematik psychischer Erkrankungen erweiterte Bonhoeffer und unterschied zwischen exogenen (etwa durch Infektionen oder Vergiftungen verursachte) und endogenen Psychosen. 1912 führte Bonhoeffer den Begriff des „akuten exogenen Reaktionstyps“ in die medizinische Terminologie ein. Hiermit erweiterte Bonhoeffer die differenzialdiagnostischen Möglichkeiten zur Unterscheidung einer Schizophrenie und Paranoia von einem Delirium, einem Organischen Psychosyndrom.
Bonhoeffer forschte im Bereich der Bekämpfung des Morphinismus, Kokainismus und weiterer Suchterkrankungen. Im Rahmen seiner Gutachtertätigkeit zu Unfall- und Kriegsneurosen prägte er den Begriff „Rentenneurose“.
Im Jahr 1936 wurde er zum Mitglied der Gelehrtenakademie Leopoldina gewählt.

### Rolle in der Zeit des Nationalsozialismus (1933–1945)

#### Gutachten zur Zwangssterilisierung
Im Reichsgesetzblatt, dem amtlichen Verkündungsblatt des Deutschen Reiches von 1871 bis 1945 wurde das Gesetz zur Verhütung erbkranken Nachwuchses, worin der Staat die Zwangssterilisation bei einer Reihe von Erkrankungen beschlossen hatte, veröffentlicht.
Karl Bonhoeffer wurde während der Zeit des Nationalsozialismus, als Ordinarius für Psychiatrie und Neurologie an der Berliner Charité, und auch noch nach seiner Emeritierung im Jahre 1936, als Gutachter zu Fragen der Erbgesundheit von Patienten herangezogen. Von 1934 bis Dezember 1941 soll Bonhoeffer mindestens 68 Gutachten erstellt haben, von denen knapp die Hälfte die Empfehlung „Sterilisation“ enthalten hätten.
Bonhoeffer zählte zu den Gutachtern, die am 9. Dezember 1941 die Zwangssterilisierung des als „Halbjuden“ klassifizierten Gottfried Hirschberg empfahlen. Nach Angaben von Bonhoeffer-Biografen erfolgten jedoch aus seiner Sprechstunde heraus keine Meldungen zur Zwangssterilisation, obwohl er gesetzlich dazu verpflichtet gewesen wäre.
Allgemein wurde in der Medizin seit Beginn des 20. Jahrhunderts die Eugenik wissenschaftlich diskutiert, die sich nach Gregor Mendels Entdeckung der Mendelschen Regeln der Vererbung als neue Dimension der medizinischen Forschung etabliert hatte.

#### Emeritierung

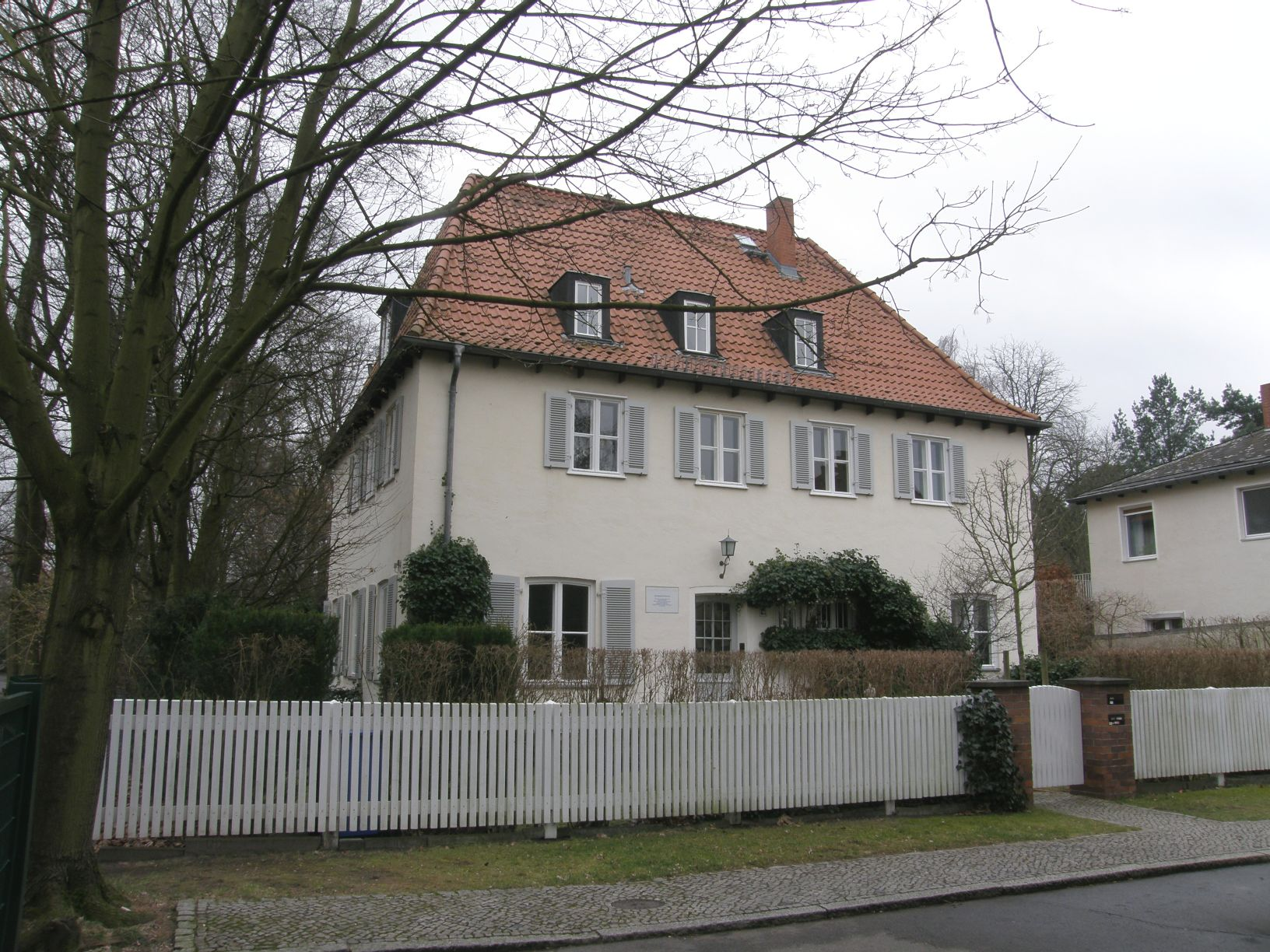
Haus Marienburger Allee 43, heute Bonhoeffer-Haus, 1935 als Altersruhesitz für Karl Bonhoeffer gebaut

Bonhoeffer wurde Ende März 1936 im Alter von 68 Jahren von seinen Lehrverpflichtungen entbunden, gleichzeitig aber von Minister Rust gebeten, das Amt vertretungsweise weiterzuführen. Der offizielle Emeritierungtermin im Sommersemester 1938 verstrich; Bonhoeffer blieb bis zur Berufung Max de Crinis’ zu seinem Nachfolger im Wintersemester 1938/39 noch der Universität verbunden. Noch nach seiner Emeritierung sprach er sich gegen die Wiederverheiratung einer als erblich-schizophren eingestuften Frau aus, obwohl diese vor Jahren bereits sterilisiert worden war.  Am 18. August 1942 wurde Bonhoeffer zum außerordentlichen Mitglied des wissenschaftlichen Senats des Heeres-Sanitätswesens ernannt.

#### Nervenklinik der Charité in der Nachfolge von Karl Bonhoeffer unter Max de Crinis
Nach der Emeritierung von Karl Bonhoeffer übernahm Max de Crinis 1938 die Leitung der Psychiatrischen Abteilung an der Charité. Am 1. November 1938 trat Max de Crinis sein Amt als Ordinarius und Direktor der Psychiatrischen- und Nervenklinik der Charité in Berlin an. Der einzige Fachvertreter, der sich dezidiert für de Crinis als Nachfolger von Karl Bonhoeffer ausgesprochen hatte, war Carl Schneider aus Heidelberg, der sich später als T4-Gutachter maßgebend an den nationalsozialistischen Krankenmorden beteiligte.
In den Jahren von 1934 bis 1942 ergingen um die zweitausend Gutachten zur Bewertung der Erbgesundheit an der Charité. In 862 Fällen schien den behandelnden Ärzten der Klinik die Diagnose soweit gesichert, dass die Kriterien des Gesetzes der Erbkrankheit erfüllt seien, sodass die Empfehlung zur „Zwangssterilisation“ ausgesprochen wurde.
Die überwiegende Zahl der Fälle betraf die Diagnosen „angeborener Schwachsinn“ und „Schizophrenie“, mit großem Abstand folgten „Epilepsie“ und „manisch-depressives Irresein“.
Bonhoeffer befürwortete die Zielsetzung des „Gesetzes zur Verhütung erbkranken Nachwuchses“ von 1934, (vermeintlich) „erbkranke“ Menschen unfruchtbar zu machen. Er gab „Erbgesundheitskurse“ zur Durchführung des Gesetzes. Er ging jedoch restriktiv mit dem Gesetz um und schuf Präzedenzfälle für einen vorsichtigen Umgang mit der Indikation. In seinen Gutachten wurde häufiger als sonst Kranken die Sterilisation erspart. Sicher achtete er darauf, dass die Empfehlung von der Forderung nach einer klaren psychiatrischen Diagnose begleitet war:

„Von der klinischen Diagnose hängt ja die Entscheidung des Erbgerichts ab, die Sicherheit der Diagnose ist die erste Voraussetzung für alles Weitere. Die Aufgabe des Arztes, insbesondere des Psychiaters, der die Diagnose zu stellen hat, ist also eine äußerst verantwortliche. Es sind nicht bloß die differentiellen Schwierigkeiten der Artdiagnose […], sondern vielleicht mehr noch solche der quantitativen Ausbildung der Erkrankung. Denn wo die Grenze zwischen einer erbbiologisch unbedenklichen Debilität und einem sicher auszumerzenden Schwachsinn gelegen ist, […] läßt sich nicht mit der Schärfe einer Paralysediagnose abgrenzen. […] Durch das Gesetz [zur Verhütung erbkranken Nachwuchses] sind für die psychiatrische Forschung starke Anregungen gegeben worden. So ist eine weitere Klärung der Kenntnis der Umgrenzung und auch der Verursachung der Schizophrenien und der Epilepsien mehr denn je Erfordernis. Das Studium der Manifestationstendenz von krankhaften Anlagen, ihre Beeinflußbarkeit durch exogene Faktoren gewinnt an Wichtigkeit. […] Die Verkoppelung von krankhaftem mit eugenisch wertvollem Erbgut in demselben Individuum stellt besondere Aufgaben.“

#### Haltung zum Euthanasieprogramm
Bonhoeffers Haltung und sein Handeln im Zusammenhang mit den NS-Krankenmorden, wobei psychisch Kranke in großem Maßstab getötet wurden, wird unterschiedlich gesehen. Nach Auffassung einiger Historiker „distanzierte [er] sich von Zwangssterilisationen und Euthanasie“ und leistete hiergegen Widerstand, indem er sowohl mit den damals Verantwortlichen als auch mit Gegnern der „Aktion T4“, zum Beispiel mit Friedrich von Bodelschwingh, Kontakt aufnahm. Dieser zeigte sich allerdings in einem Brief enttäuscht über die Zurückhaltung Bonhoeffers in diesen Fragen.

#### Weiteres
Bonhoeffer verfasste das psychiatrische Gutachten über den nach dem Reichstagsbrand (1933) von den nationalsozialistischen Machthabern der Brandstiftung beschuldigten Marinus van der Lubbe, in dem er diesem geistige Zurechnungsfähigkeit bescheinigte.
Ihm gelang es nicht, bei der Verwaltung der Charité die Entlassung der jüdischen Ärzte Paul Jossmann (1891–1978), Arthur Kronfeld (1886–1941), Franz Kramer (1878–1967), Erwin W. Straus (1891–1975) und anderer zu verhindern.

### Nachkriegsjahre

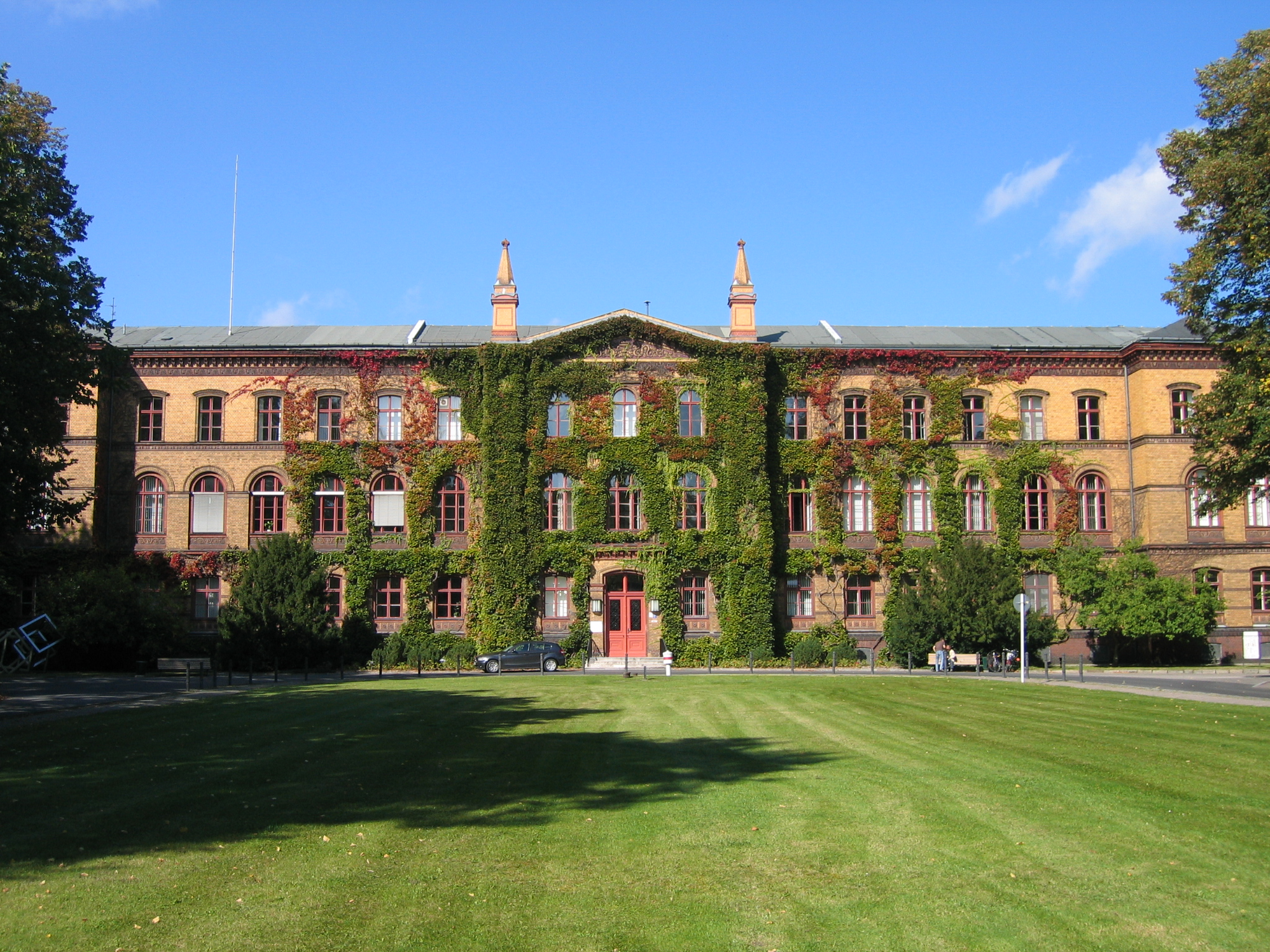
Aufnahme Karl-Bonhoeffer-Nervenklinik, Verwaltungsgebäude der Nervenklinik, erbaut 1880

Im Oktober 1945 wandte sich Karl Bonhoeffer im hohen Alter von 77 Jahren mit der Bitte um einen Forschungsauftrag an den designierten Rektor der Berliner Universität Johannes Stroux, um zum Lebensunterhalt der Familien seiner unversorgten Enkelkinder, die durch die Hinrichtung ihrer Väter ihre Ernährer verloren hatten, beitragen zu können.
Am 29. Januar 1946 wurde Bonhoeffer auch von der Deutschen Verwaltung für Volksbildung in der Sowjetischen Besatzungszone als Hochschullehrer anerkannt. Karl Bonhoeffer arbeitete als Konsiliarius und Gutachter im Fachbereich Psychiatrie und Nervenheilkunde auch für die Heilstätten Wittenau.
Seine 1947 als Fahnenabzug fertiggestellte Arbeit Führerpersönlichkeit und Massenwahn erschien posthum 1968.

### Privatleben und Tod
Karl Bonhoeffer vermählte sich 1898 mit Paula von Hase (1876–1951), einer Tochter des Konsistorialrats Karl Alfred von Hase und damit Enkelin des Theologen Karl von Hase. In der Ehe kamen acht Kinder zur Welt: Karl Friedrich, Walter, Klaus, Ursula, verheiratete Schleicher, Christine, verheiratete von Dohnanyi, Dietrich und dessen Zwillingsschwester Sabine, verheiratete Leibholz-Bonhoeffer, und schließlich Susanne, verheiratete Dreß.
Karl Bonhoeffer und seine Familie lebten bis 1912 in Breslau, von 1912 bis 1916 in der Brückenallee im Berliner Hansa-Viertel, vom 1. April 1916 bis 1935 in der Wangenheimstraße im Grunewald sowie von 1935 bis zu seinem Tode in der Marienburger Allee in der Siedlung Heerstraße im heutigen Bonhoeffer-Haus.
Karl Bonhoeffer erlitt im November 1948, im Alter von 80 Jahren, einen Schlaganfall, an dessen Folgen er am 4. Dezember 1948 verstarb.
Er fand seine letzte Ruhe auf dem landeseigenen Friedhof Heerstraße in Berlin-Westend (Grablage: II-W-12-286/287). Hier wurde auch seine am 1. Februar 1951 verstorbene Ehefrau Paula geb. von Hase beigesetzt.

## Schicksal von Bonhoeffers Söhnen und Schwiegersöhnen

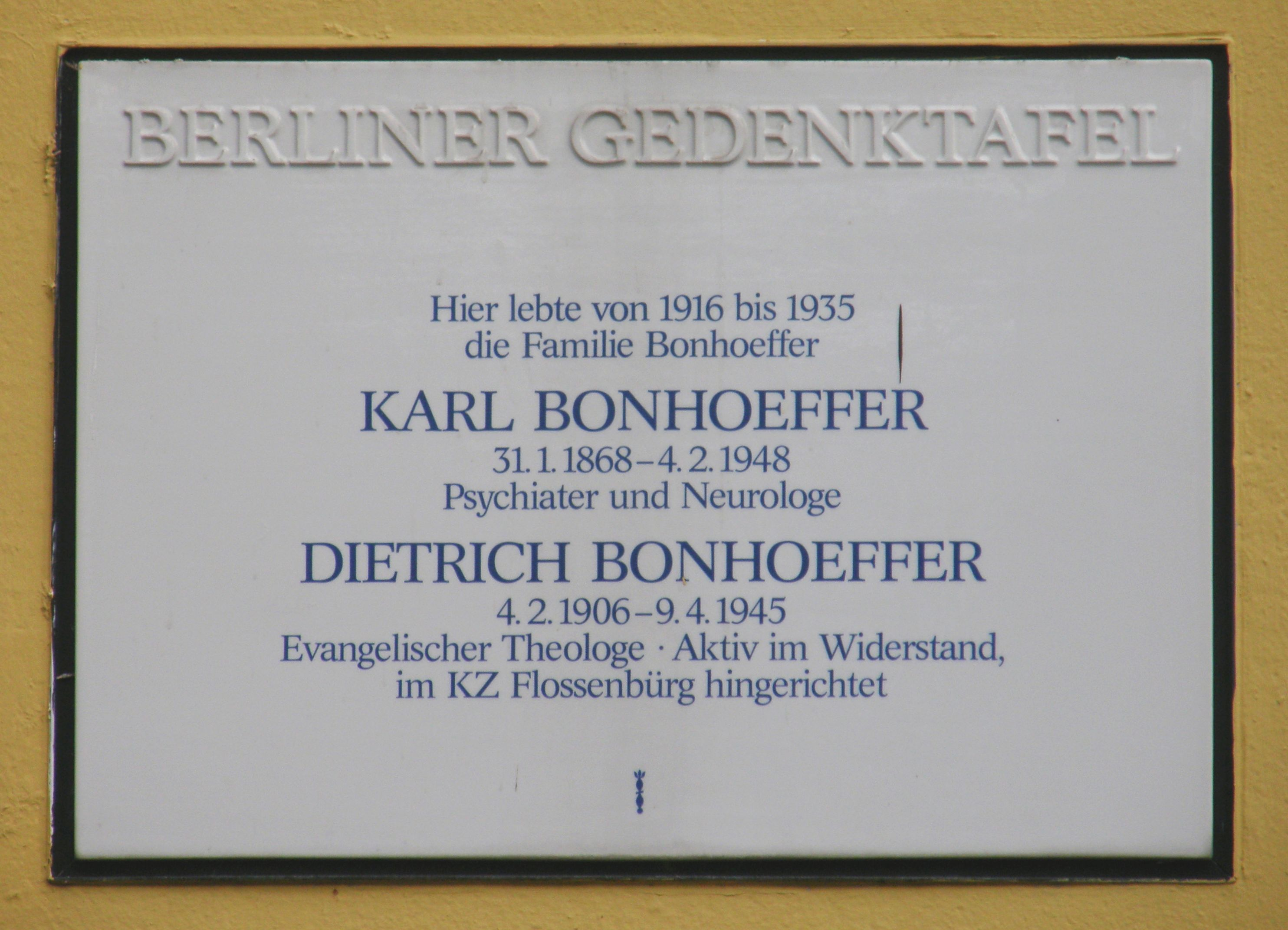
Gedenktafel für Karl und Dietrich Bonhoeffer in der Wangenheimstraße 14, Berlin-Grunewald, von 1916 bis 1935 Wohnsitz der Familie Bonhoeffer.
Das Sterbedatum Karl Bonhoeffers ist auf der Tafel falsch angegeben.

Karl Bonhoeffers 1906 geborener Sohn Dietrich Bonhoeffer wurde als protestantischer Theologe und Mitglied in der Bekennenden Kirche im April 1943 verhaftet und kurz vor Kriegsende am 9. April 1945 im KZ Flossenbürg als Widerstandskämpfer erhängt. Ebenfalls am 9. April wurde sein Schwiegersohn Hans von Dohnanyi, der Mann der Tochter Christine, im KZ Sachsenhausen erhängt. Ein weiterer Sohn, Klaus Bonhoeffer, sowie der Schwiegersohn Rüdiger Schleicher, der Mann der Tochter Ursula, wurden am 23. April 1945 von der SS in der Nähe des Lehrter Bahnhofs erschossen.

## Ehrenmitgliedschaften und Ehrungen

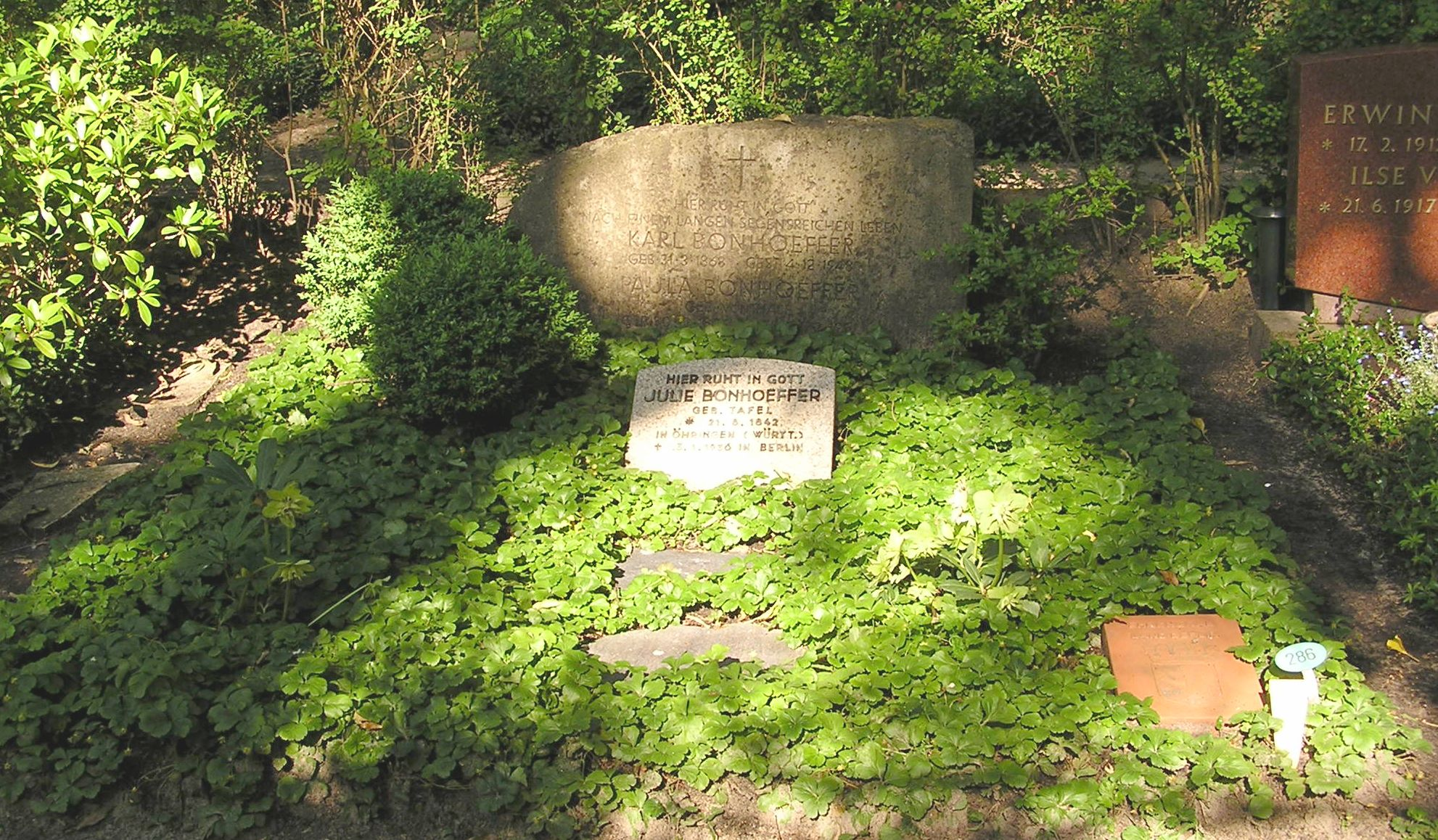
Ehrengrab von Karl Bonhoeffer auf dem Friedhof Heerstraße in Berlin-Westend

- Ehrenmitgliedschaft: Gesellschaft der Ärzte in Wien
- Ehrenmitgliedschaft: Wiener Verein für Psychiatrie und Neurologie
- Ehrenmitgliedschaft: Schweizerische Gesellschaft für Psychiatrie
- Ehrenmitgliedschaft: Rumänische Gesellschaft für Psychiatrie
- Ehrenmitgliedschaft: Royal Society of Medicine (London)
- Ehrenmitgliedschaft: Interstate Postgraduate Medical Association of North America
- Ehrenmitgliedschaft: Gesellschaft Deutscher Neurologen und Psychiater
- Ehrenmitgliedschaft: Berliner Gesellschaft für Neurologie und Psychiatrie
- Ehrenmitgliedschaft: American Psychiatric Association[13]
- 1943: Goethe-Medaille für Kunst und Wissenschaft.[14]
- 1948: Ehrenmitgliedschaft der nach 1945 wiedergegründete Berliner Gesellschaft für Psychiatrie und Neurologie, die Karl Bonhoeffer von 1920 bis 1934 geleitet hatte
- Seit 1956 tragen die ehemaligen Heilstätten Wittenau den Namen (Karl-Bonhoeffer-Nervenklinik).
- 1984 erkannte der Berliner Senat die letzte Ruhestätte von Karl Bonhoeffer auf dem Friedhof Heerstraße in Berlin-Westend als Ehrengrab des Landes Berlin an. Die Widmung wurde 2005 um die übliche Frist von zwanzig Jahren verlängert.[15]
- 1986: Eröffnung Karl-Bonhoeffer-Haus in den Hoffnungstaler Anstalten Lobetal (Bernau).

## Schriften (Auswahl)
- Ein Beitrag zur Kenntnis des großstädtischen Bettel- und Vagabundentums. Eine psychiatrische Untersuchung. In: Zeitschrift für das gesamte Strafrechtswesen. Band 21, (Berlin) 1900, S. 1–65.
- Die akuten Geisteskrankheiten der Gewohnheitstrinker. Jena 1901.
- Die symptomatischen Psychosen im Gefolge von akuten Infektionen und inneren Erkrankungen. Deuticke, Leipzig/Wien 1910. – Volltext unter Bonhoeffer, Karl (1910) auf Wikiversity
- Die Psychosen im Gefolge von akuten Infektionen, Allgemeinerkrankungen und inneren Erkrankungen. In: Handbuch der Psychiatrie. Spezieller Teil. 3:1. Deuticke, Leipzig/Wien 1912, S. 1–120.
- Die exogenen Reaktionstypen. Archiv für Psychiatrie und Nervenkrankheiten 58, Berlin 1917, S. 50–70.
- mit P. Jossmann (Hrsg.): Ergebnisse der Reiztherapie bei progressiver Paralyse. 1932.
- mit K. Albrecht u. a. (Hrsg.): Die psychiatrischen Aufgaben bei der Ausführung des Gesetzes zur Verhütung erbkranken Nachwuchses. Mit einem Anhang Die Technik der Unfruchtbarmachung. Klinische Vorträge im erbbiologischen Kurs. Karger, Berlin 1934.
- (Hrsg.): Die Erbkrankheiten. Klinische Vorträge im 2. erbbiologischen Kurs. 1936.
- Die zentralen Bewegungsstörungen. Die akuten und chronischen choreatischen Erkrankungen und die Myoklonien. In: S. A. Kinnier-Wilson: Die zentralen Bewegungsstörungen. 1936.
- Die Geschichte der Psychiatrie an der Charité im 19. Jahrhundert, Zeitschrift für die gesamte Neurologie und Psychiatrie, Band 168, 1940, Heft 1, S. 37–64
- Ein Rückblick auf die Auswirkung und die Handhabung des nationalsozialistischen Sterilisationsgesetzes. In: Der Nervenarzt, Band 20, 1949, S. 1–5.
- Silvestertagebuch. Herausgegeben, eingeleitet und kommentiert von Jutta Koslowski. Gütersloher Verlagshaus, Gütersloh 2022, ISBN 978-3-579-07189-3.